# H.N.I.C. Pt. 2
H.N.I.C. Pt. 2 è il terzo album solista del rapper Prodigy dei Mobb Deep, uscito per Voxonic nel 2008.

## Retroscena
L'album uscì per Voxonic Music.  È il sequel dichiarato di H.N.I.C., album del 2000. Insieme all'album uscì un DVD, dal titolo Free P, con un video per ognuna delle tracce contenute nell'album. Questo infatti sarebbe stato l'ultimo album di Prodigy per alcuni anni, a causa di un periodo di reclusione di tre anni che il rapper doveva scontare. Ciò significò anche che, se era in cantiere un nuovo album di gruppo per i Mobb Deep, questo sarebbe stato posposto L'album fu messo in rete illegalmente il 16 aprile 2008, a pochi giorni dall'uscita ufficiale.

## Musica

### Produzioni
L'album contiene produzioni di Havoc, The Alchemist, Apex e Sid Roams.

### Collaborazioni
Collaborano all'album diversi artisti che sono collaboratori abituali di Prodigy, come Havoc, Un Pacino, Nyce, Twin Gambino e Cormega.

### Bonus tracks
La traccia "Dirty New Yorker", presente in Grand Theft Auto IV, è inserita come bonus track. Bonus track è anche il "The Voxonic Spanish mix" di "ABC".

### Altre tracce
L'unica traccia non inserita nell'album è "Represent Me," con un campione della canzone dei Montclairs "Baby (You Know I'm Gonna Miss You)".  La ragione fu la sua presenza su internet, in particolare su YouTube prima ancora dell'uscita del disco. Alcune altre canzoni furono messe in rete ("My World is Empty Without You", "The Dough", "Sleep When I'm Dead", "Get Trapped" featuring Nyce e Un Pacino). Non fu però mai confermato che le tracce appartenessero realmente al progetto originale di H.N.I.C. pt.2.

## Vendita e posizione in classifica
L'album debutto alla numero 36 della U.S. Billboard 200, con 13 000 copie vendute nella prima settimana. La settimana seguente il disco vendette altre 7 000 copie

## Tracce
| #  | Titolo                                             | Produttore    | Artisti           | Campioni                                          | Durata |
| -- | -------------------------------------------------- | ------------- | ----------------- | ------------------------------------------------- | ------ |
| 1  | "Real Power Is People"                             | Sid Roams     |                   | - Dialogo dal film Ring Of Power                  | 3:36   |
| 2  | "The Life"                                         | The Alchemist |                   |                                                   | 2:48   |
| 3  | "Young Veterans"                                   | The Alchemist |                   | - Contiene un campione da "Long Red" dei Mountain | 5:34   |
| 4  | "Illuminati"                                       | The Alchemist |                   |                                                   | 3:30   |
| 5  | "New Yitty"                                        |               |                   |                                                   | 2:38   |
| 6  | "A,B,C's"                                          | Sid Roams     |                   |                                                   | 3:40   |
| 7  | "Click Clack"                                      | Sid Roams     | Twin Gambino      |                                                   | 2:56   |
| 8  | "Veteran's Memorial Part II"                       | The Alchemist |                   |                                                   | 4:29   |
| 9  | "Field Marshal P"                                  | Havoc         | Un Pacino         |                                                   | 4:27   |
| 10 | "3 Stacks"                                         | Sid Roams     | Twin Gambino      |                                                   | 4:00   |
| 11 | "When I See You"                                   | Apex          | Cormega           |                                                   | 3:11   |
| 12 | "It's Nothing"                                     | Apex          | Big Noyd          |                                                   | 3:51   |
| 13 | "I Want Out"                                       | Havoc         | Havoc & Un Pacino |                                                   | 5:11   |
| *  | "A,B,C's" (Vox Spanish Remix Teaser) (Bonus Track) | Sid Roams     |                   |                                                   |        |
| *  | "Dirty New Yorker" (MPEG Video)                    | The Alchemist |                   |                                                   | 2:49   |

Un asterisco (*) indica le bonus track